# Саарбрюкенская площадь (Тбилиси)
Саарбрюкенская площадь (груз. ზაარბიუკენის მოედანი) — площадь в Тбилиси, в районе Чугурети.
К площади сходятся Проспект Давида Агмашенебели, улицы Дмитрия Узнадзе, Гогиберидзе, Льва Толстого.

## История

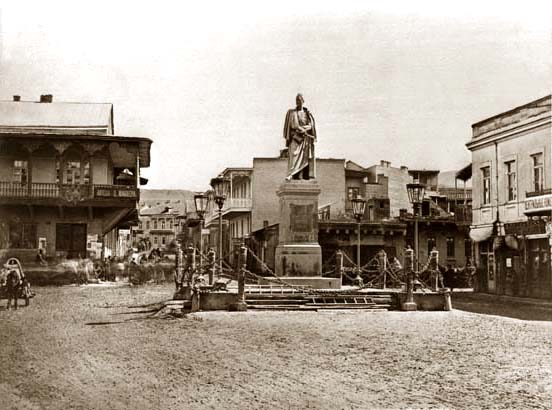
Дореволюционное фото с памятником Воронцову

В 1867 году на площади был воздвигнут памятник Михаилу Воронцову (скульпторы Н. Пименов, В. Крейтан, архитектор Отто Симонсон). Площадь получила название Воронцовская. В 1922 году памятник был снесён.
По легенде в 1905—1920 годах в харчевню на площади заходил и читал стихи Важа-Пшавела, а Нико Пиросмани ночами рисовал выпавшими из камина угольками свою музу.
С установлением советской власти площади дали имя Карла Маркса.
В советское время на площади планировалось сооружение станции метро Руставели-Вазисубанской линии. Была начата проходка наклонного эскалаторного тоннеля, но в 1992 году работы остановились. Конструкции затоплены.
Современное название площадь (также, как ведущий к ней мост через Куру — Саарбрюкенский) получила в 1994 году в честь города-побратима Тбилиси — Саарбрюкена.
Сохранность архитектурных памятников исторической застройки площади вызывает тревогу у общественности
Горожане продолжают называть площадь Воронцовской.